# Thomas Martin Aloysius Burke

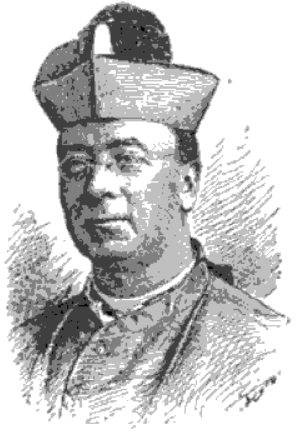
Porträt von Thomas Martin Aloysius Burke aus The National Cyclopaedia of American Biography, Band XII, 1904, Seite 403

Thomas Martin Aloysius Burke (* 10. Januar 1840 in Swinford, County Mayo, Irland; † 20. Januar 1915 in Albany, USA) war ein irischer Geistlicher und Bischof von Albany.

## Leben
Thomas Martin Aloysius Burke besuchte das St. Michael’s College in Toronto. Anschließend studierte Burke Philosophie und Katholische Theologie am St. Charles College in Ellicott City, Maryland und am St. Mary’s Seminary in Baltimore. Er empfing am 30. Juni 1864 das Sakrament der Priesterweihe.
Anschließend war Burke Kurat der St. John’s Church in Albany. 1865 wurde er Pfarrer dieser Pfarrei. Thomas Martin Aloysius Burke wurde 1887 Generalvikar des Bistums Albany.
Am 11. Mai 1894 ernannte ihn Papst Leo XIII. zum Bischof von Albany. Der Erzbischof von New York, Michael Augustine Corrigan, spendete ihm am 1. Juli desselben Jahres in der Kathedrale Immaculate Conception in Albany die Bischofsweihe; Mitkonsekratoren waren der Bischof von Rochester, Bernard Joseph John McQuaid, und der Bischof von Syracuse, Patrick Anthony Ludden.